# Ketwurst

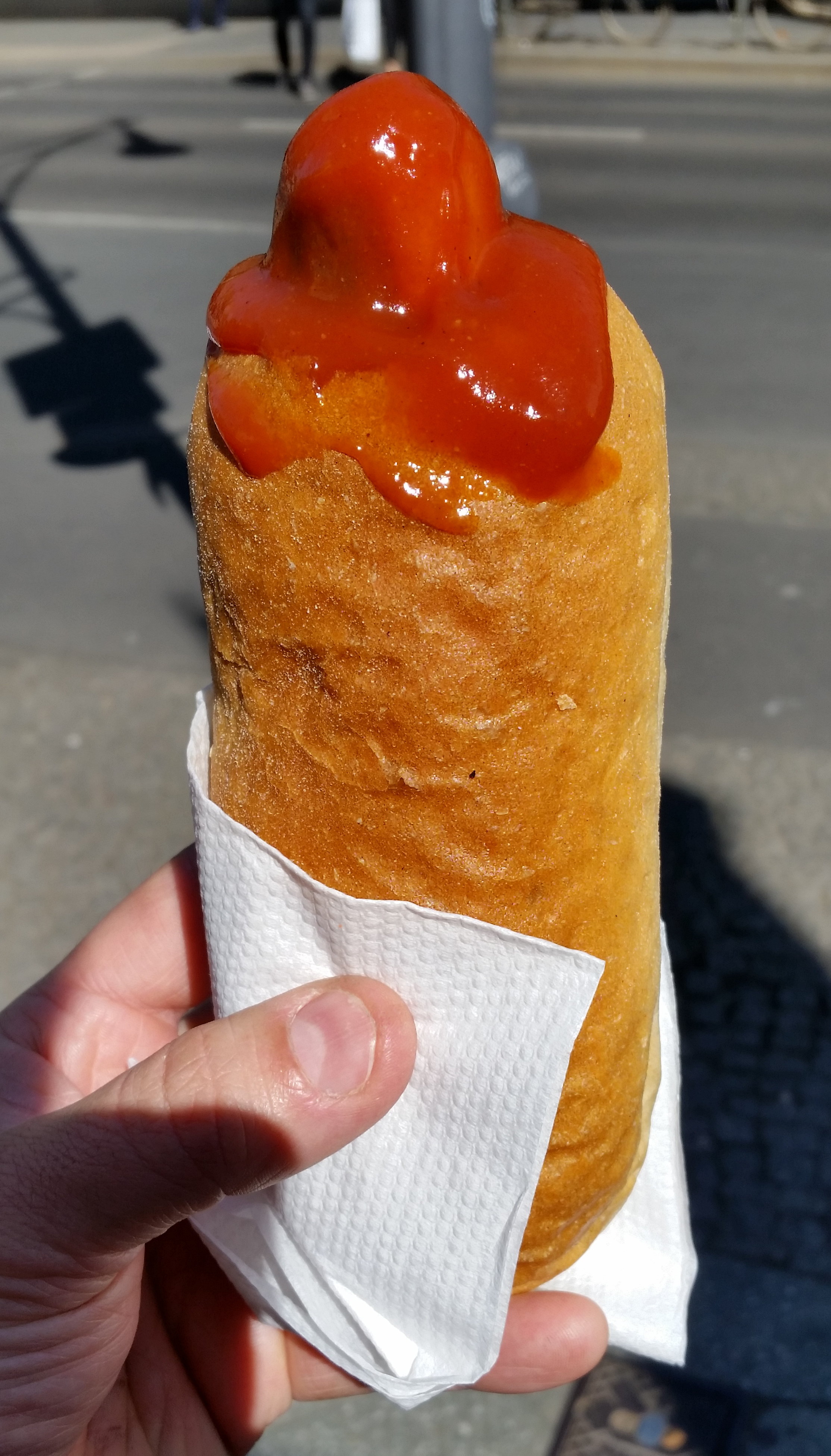
Ketwurst.

El ketwurst (acrónimo de kétchup y wurst, ‘salchicha’) es un tipo de perrito caliente creado en la antigua República Democrática de Alemania.

## Historia
El ketwurst —al igual que la grilleta— fue inventado por los empleados del servicio de comida de la torre de telecomunicaciones de Berlín sobre 1977–1978.

## Características
Su elaboración implica calentar en agua un tipo especial de bockwurst, mayor que los perritos caliente normales. Se agujerea con un cilindro metálico caliente un panecillo largo, lo que crea un agujero del tamaño adecuado. Entonces se moja la salchicha en kétchup y se pone dentro del panecillo.